# Методиев, Васил
Васил Методиев (болг. Васил Методиев; 6 января 1935 или 5 января 1935, Сандански, Благоевградская область — 29 июля 2019, София) — болгарский футболист, игравший на позиции защитника. Большую часть карьеры провёл в клубе «Локомотив» (София), за который сыграл 202 матча в высшем болгарском дивизионе, всего в высшем дивизионе сыграл 272 матча.
Игрок национальной сборной Болгарии, в составе которой участвовал в чемпионате мира 1966 года. После завершения карьеры футболиста — тренер.

## Клубная карьера
Родился в городе Свети Врач (прежнее название города Сандански). Начал выступления на футбольных полях в местном клубе «Вихрен» в 1952 году, с 1955 до 1957 года играл за команду «Академик» из Софии. С 1958 года играл в составе команды «Локомотив» (София), в которой провёл девять лет, сыграв в её составе 202 матча. В составе железнодорожников в 1964 году стал чемпионом страны. В 1968—1969 годах Методиев играл в составе клуба «Добруджа» из Толбухина, а в 1969—1970 годах в составе команды «Ласков» из Ямбола, после чего завершил выступления на футбольных полях.

## Выступления за сборную
В 1960 году дебютировал в официальных матчах в составе национальной сборной Болгарии. В составе сборной был участником чемпионата мира 1966 года в Англии, однако на поле не выходил. Всего в течение карьеры в национальной команде, которая длилась 6 лет, провёл в её форме 17 матчей, в которых забитыми мячами не отметился.

## Карьера тренера
Начал тренерскую карьеру вскоре после завершения карьеры игрока в 1970 году возглавив клуб «Чавдар» (Троян). В 1972 году впервые возглавил свой бывший клуб «Локомотив» из Софии. В 1977 году во второй раз возглавил софийский «Локомотив», и уже в первом сезоне работы привёл клуб к победе в болгарском первенстве. В сезоне 1979—1980 годов вывел клуб в 1/4 финала Кубка УЕФА, победив по сумме двух матчей киевское «Динамо», однако в течение сезона был уволен с должности. 
В 1980—1981 годах возглавлял клуб «Етыр» из Велико-Тырново, а в 1981—1982 годах возглавлял «Пирин» из Благоевграда. В 1982 году возглавил софийский «Левски», с которым выиграл два чемпионских титула, а также титул обладателя Кубка Советской Армии и обладателя Кубка Болгарии. В 1986—1987 годах Методиев возглавлял клуб «Хасково». В 1987 году вернулся в «Левски», с которым в следующем году получил чемпионский титул и титул обладателя Кубка Советской Армии. 
В 1989—1990 годах Методиев возглавлял «Спартак» из Плевена. В 1990 году вновь возглавил «Левски», с которым выиграл Кубок Болгарии в 1991 году. В 1993 году возглавлял софийской «Славию». С 1999 года работал селекционером в «Левски».
Умер 29 июля 2019 года в Софии.

## Титулы и достижения

### Как футболиста
- Чемпион Болгарии (1):

«Локомотив» (София) : 1963-1964

### Как тренера
- Чемпион Болгарии (4):

«Локомотив» (София) : 1977-1978
«Левски» : 1983-1984, 1984-1985, 1987-1988
- Обладатель Кубка Болгарии (2):

«Левски» : 1984, 1991
- Обладатель Кубка Советской Армии (2):

«Левски» : 1984, 1988